# Loi bêta rectangulaire
En théorie des probabilités et en statistique, la loi bêta rectangulaire est une loi de probabilité continue qui est la densité mélange de la loi bêta et de la loi uniforme continue. Les paramètres a et b sont les minimum et maximum du support de la loi. Cette loi diffère de la loi bêta car elle autorise une asymétrie qui place plus de poids aux extrémités du support de la loi. Ainsi c'est une loi bornée où les données aberrantes ont plus de chance d'apparaître que pour la loi bêta.

## Caractérisation

### Fonction de densité
Si les paramètres de la loi bêta sont {\displaystyle \alpha } et {\displaystyle \beta }, et si le paramètre de mélange est {\displaystyle \theta }, alors la loi bêta rectangulaire a pour densité de probabilité
{\displaystyle p(x|\alpha ,\beta ,\theta )={\begin{cases}{\frac {\theta \Gamma (\alpha +\beta )}{\Gamma (\alpha )\Gamma (\beta )}}{\frac {(x-a)^{\alpha -1}(b-x)^{\beta -1}}{(b-a)^{\alpha +\beta +1}}}+{\frac {1-\theta }{b-a}}&\mathrm {pour} \ a\leq x\leq b,\\[8pt]0&\mathrm {pour} \ x<a\ \mathrm {ou} \ x>b\end{cases}}}
où {\displaystyle \Gamma (\cdot )} est la fonction Gamma.

### Fonction de répartition
La fonction de répartition est
{\displaystyle F(x|\alpha ,\beta ,\theta )=\theta I_{z}(\alpha ,\beta )+{\frac {(1-\theta )(x-a)}{b-a}}}
où {\displaystyle z={\dfrac {x-a}{b-a}}} et {\displaystyle I_{z}(\alpha ,\beta )} est la fonction bêta incomplète régularisée.

## Applications

### Gestion de projet
La loi bêta est fréquemment utilisée pour l'étude du réseau PERT, des chemins critiques et d'autres méthodologies de gestion de projet pour caractériser la loi d'une durée d'activité.
En réseau PERT, les restrictions des paramètres de la loi bêta simplifient les calculs de l'espérance et de l'écart type :
{\displaystyle {\begin{aligned}\mathbb {E} (x)&{}={\frac {a+4m+b}{6}}\\\operatorname {Var} (x)&{}={\frac {(b-a)^{2}}{36}}\end{aligned}}}
où a est le minimum, b est le maximum et m est le mode ou valeur la plus probable.
En fixant {\displaystyle \theta } plus petit que 1, on augmente l'incertitude de l'aspect rectangulaire de la loi. L'espérance ci-dessus devient alors :
{\displaystyle \mathbb {E} (x)={\frac {\theta (a+4m+b)+3(1-\theta )(a+b)}{6}}.}
Lorsque la gestion de projet amène une symétrie à la loi sous les conditions standards PERT, alors la variance est :
{\displaystyle \operatorname {Var} (x)={\frac {(b-a)^{2}(3-2\theta )}{36}}}
alors que le cas asymétrique donne :
{\displaystyle \operatorname {Var} (x)={\frac {(b-a)^{2}(3-2\theta ^{2})}{36}}.}